# 日本軍慰安婦問題解決の為の世界大会
日本軍慰安婦問題解決の為の世界大会（にほんぐんいあんふもんだいかいけつのためのせかいたいかい、The World Conference on Japanese Military Sexual Slavery）は、カリフォルニア大学ロサンゼルス校で2007年10月4日から10月6日まで開催された日本軍慰安婦問題に関する国際大会である。同種のイベントとしては初めてアメリカで開催された。
大会には韓国、日本、台湾、フィリピン、オランダ、ドイツなどの慰安婦問題に取り組んでいる団体と各国の慰安婦、そして旧ユーゴ国際戦犯法廷とルワンダ国際戦犯法廷のジェンダー犯罪法律顧問を務めたパトリシア・セラーズやアメリカ合衆国下院121号決議の審議にも参加したアニー・ファレオマバエガ下院議員（米領サモア、民主党）などの知識人、法律家、政治家などが参加した。
また今大会では「日本軍『慰安婦』被害者のための人権宣言」が採択された。